# ユルマズ・ギュネイ
ユルマズ・ギュネイ （Yılmaz Güney, 1937年4月1日 - 1984年9月9日） は、トルコの映画監督・脚本家・小説家・俳優である。

## 来歴
1937年4月1日、アダナ近郊でザザ人の父とクルド人の母の間に生まれる。両親は綿畑の労働者としてトルコに移住してきたため、ギュネイは労働者階級として育つ。アンカラとイスタンブールの大学で法律と経済学を学んでいたが、大学在学中の1958年に俳優・脚本家として映画業界で働き始める。初めはアートゥフ・ユルマズ監督のアシスタントであったが、すぐに二枚目俳優として人気となり、1975年までの17年間で100本以上の作品に出演した。脚本家としても1983年までの25年間で50本以上の脚本を執筆している。
1960年に国内でクーデターが起こると、執筆した小説が共産主義的であるとされ、1960年から1962年までの2年間、ギュネイは刑務所に投獄される。出所後、1966年に『At avrat silah』で映画監督としてデビュー。1968年には映画制作会社「ギュネイ・フィルム」を立ち上げ、『希望』（1970年）や『エレジー』（1972年）など、4年間で13本の作品を監督するが、多くはトルコ政府から上映禁止処分を受ける。
1972年、アナーキストの学生を匿った罪で再び投獄されると、ギュネイは獄中から指示を出し、助手のシェリフ・ギョレンが現場で演出を行うという形式で映画製作を行い、同年、恩赦を受けて出所し、『アルカダシュ』を撮影したが、『エンディシェ』(1974年に完成)の撮影中にユムルタルク郡のカジノで口論相手の郡判事セファー・ムトゥルを射殺したかどで逮捕され、10月25日にアンカラ重刑罰裁判所で開始された裁判の結果、1976年7月13日に19年の禁固刑を言い渡された。ギュネイは再び獄中から指示を出し、ゼキ・オクテンが演出を行った『群れ』（1979年）や『敵』（1980年）といった作品を製作し、前者はロカルノ国際映画祭特別表彰や英国映画協会サザーランド杯、後者は第30回ベルリン国際映画祭で特別表彰を受賞するなどいずれも高く評価された。また、1977年と1981年には業績を称えられ、ベルリン国際映画祭で国際映画批評家連盟賞を2度受賞している。
1981年に刑務所を脱獄し、フランスに亡命。獄中のギュネイの指示を元にシェリフ・ギョレンが演出を行った『路』の編集作業を行い、翌1982年に完成させる。刑務所から仮出所を許された5人の男の姿を描いた本作は第35回カンヌ国際映画祭でパルム・ドールを受賞する。1984年、亡命先のパリで胃癌により47歳で死去した。

## 監督作品

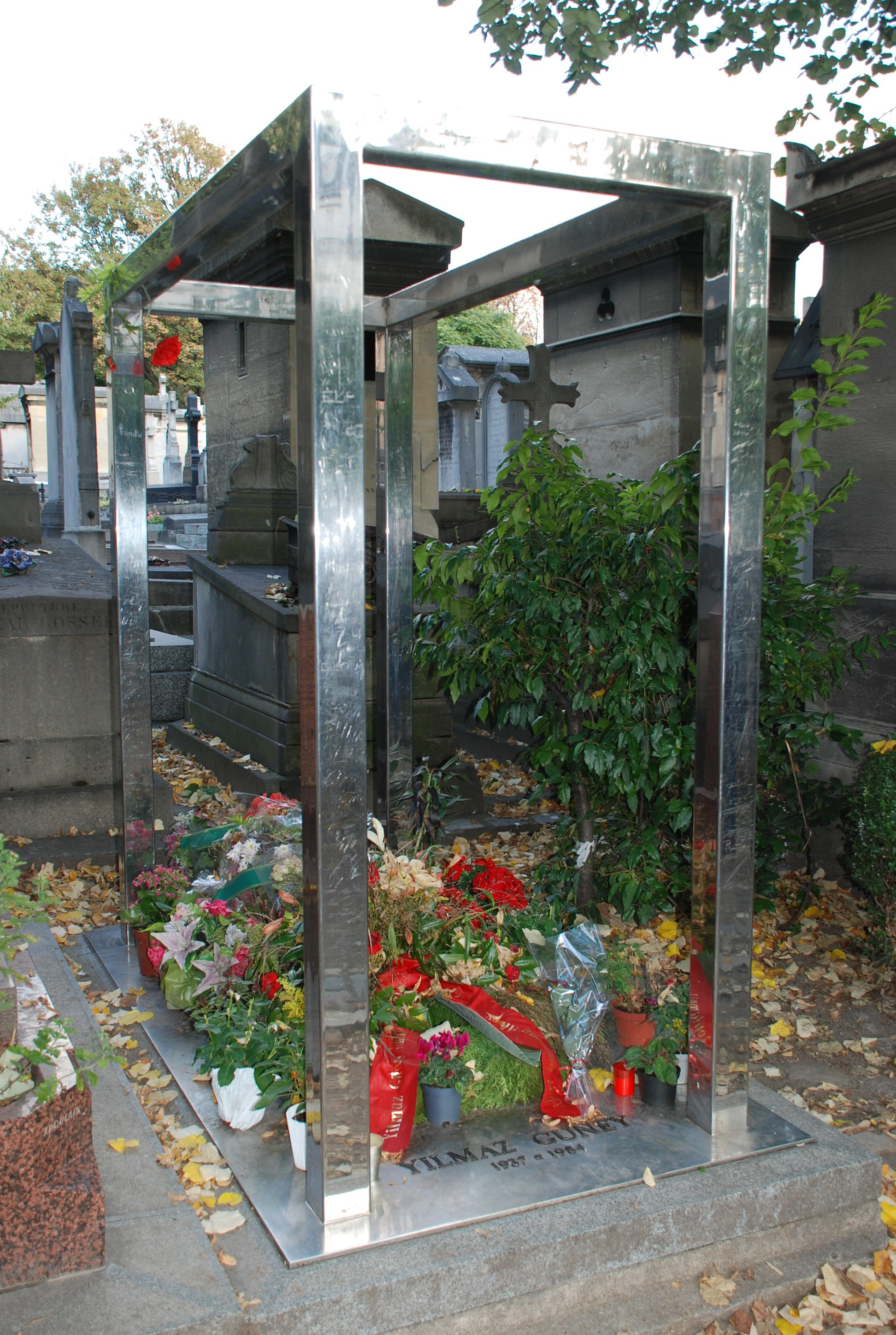
パリのペール・ラシェーズ墓地にあるギュネイの墓

- At avrat silah （1966年）
- Bana kursun işlemez （1967年）
- Seyyit Han （1968年）
- Pire Nuri （1968年）
- Bir çirkin adam （1969年）
- Aç kurtlar （1969年）
- 希望 Umut （1970年）
- Piyade Osman （1970年）
- Canlı hedef （1970年）
- Yarın son gündür （1971年）
- Umutsuzlar （1971年）
- İbret （1971年）
- Baba （1971年）
- Acı （1971年）
- エレジー Ağıt （1972年）
- Endişe （1974年） 演出：シェリフ・ギョレン
- Arkadaş （1975年）
- Zavallılar （1975年） 共同監督：アートゥフ・ユルマズ
- 群れ Sürü （1979年） 演出：ゼキ・オクテン
- 敵 Düşman （1980年） 演出：ゼキ・オクテン
- 路 Yol （1982年） 演出：シェリフ・ギョレン
- 壁 Duvar （1983年）